# 劉斌 (東北軍)
劉斌（？—1942年5月27日），原籍辽宁省铁岭县人，中華民國中將，東北救國軍五军军長、伊犁屯垦使兼警备司令。

## 生平
保定陸軍軍官學校毕业。九一八事变后在马占山指挥下参加江橋抗戰，任骑兵一旅二团团长。
1932年7月间，刘斌指挥部队攻打绥滨县城，8月，收复萝北、绥滨、鹤岗及煤矿有功，马占山晋升刘斌为少将旅长，仍兼五团团长，并兼黑龙江救国军左翼总指挥，后扩编为东北救国军第五军中将军长。同年底军部命令與驻鹤岗与矿山的陶春吉团和五团一部向佳木斯进攻，出鹤岗不远，即与日军遭遇，三日撤回鹤岗。由于抗日军内部主战、主降、主退意见不一致。刘斌率少数人员退入苏联境内。
1933年春，刘斌率吉林救国军五百餘人经苏联辗转到达新疆。盛世才委任刘斌为督办公署临时中将参谋长。6月，盛世才亲自指挥省军迎击马仲英部于滋泥泉，由刘斌代理督办职务坐镇迪化。秋，盛世才又派刘斌、盛世骐为代表到吐鲁番与马仲英和谈。年末，张培元与马仲英联盟进攻迪化。盛世才派刘斌为西路军司令，率一千余東北军及省军迎击来犯的张培元部队。刘斌出发不久，省城即被马仲英部包围。这时刘斌部队在乌拉乌苏与杨正中部队遭遇。刘斌得知东北军刘镇藩等团即在前线时，命士兵喊话：“东北抗日军不打抗日军！”，刘团士兵一枪未发，携械投降。杨军大败，刘斌乘胜猛攻，一举攻战精河县城。刘斌乘胜追击，隔年1月初到达绥定，被任命為伊犁屯垦使兼警备司令。
乌拉乌苏战役的胜利，盛世才政权转危为安。刘斌进驻伊犁后，与行政长宫振翰进行善后工作，整编张培元残部，建立各行政机构。同年6月，刘斌调为喀什警备司令，肃清马仲英溃军残部，新疆省政府在第二次全省民众代表大会上颁发刘斌一等金质功勋奖章。
七七事變爆发前夕，盛世才电调刘斌回迪化任为阿山金矿局总办，解除兵权。不久，盛世才以建立“汉回国”的莫须有罪名，于1938的1月28日将刘斌逮捕入狱，1942年5月27日年最終將其处死。